# Danh sách tiểu hành tinh: 5601–5700
| Tên                  | Tên đầu tiên | Ngày phát hiện       | Nơi phát hiện          | Người phát hiện                                        |
| -------------------- | ------------ | -------------------- | ---------------------- | ------------------------------------------------------ |
| 5601                 | 1991 VR      | 4 tháng 11 năm 1991  | Kushiro                | S. Ueda, H. Kaneda                                     |
| 5602                 | 1991 VM1     | 4 tháng 11 năm 1991  | Kushiro                | S. Ueda, H. Kaneda                                     |
| 5603 Rausudake       | 1992 CE      | 5 tháng 2 năm 1992   | Kitami                 | K. Endate, K. Watanabe                                 |
| 5604                 | 1992 FE      | 26 tháng 3 năm 1992  | Siding Spring          | R. H. McNaught                                         |
| 5605 Kushida         | 1993 DB      | 17 tháng 2 năm 1993  | Kiyosato               | S. Otomo                                               |
| 5606 Muramatsu       | 1993 EH      | 1 tháng 3 năm 1993   | Kiyosato               | S. Otomo                                               |
| 5607                 | 1993 EN      | 12 tháng 3 năm 1993  | Kushiro                | S. Ueda, H. Kaneda                                     |
| 5608 Olmos -         | 1993 EO      | 12 tháng 3 năm 1993  | Kushiro                | S. Ueda, H. Kaneda                                     |
| 5609 Stroncone       | 1993 FU      | 22 tháng 3 năm 1993  | Stroncone              | A. Vagnozzi                                            |
| 5610 Balster         | 2041 T-3     | 16 tháng 10 năm 1977 | Palomar                | C. J. van Houten, I. van Houten-Groeneveld, T. Gehrels |
| 5611                 | 1943 DL      | 26 tháng 2 năm 1943  | Turku                  | L. Oterma                                              |
| 5612 Nevskij         | 1975 TX2     | 3 tháng 10 năm 1975  | Nauchnij               | L. I. Chernykh                                         |
| 5613 Donskoj         | 1976 YP1     | 16 tháng 12 năm 1976 | Nauchnij               | L. I. Chernykh                                         |
| 5614 Yakovlev        | 1979 VN      | 11 tháng 11 năm 1979 | Nauchnij               | N. S. Chernykh                                         |
| 5615 Iskander        | 1983 PZ      | 4 tháng 8 năm 1983   | Nauchnij               | L. G. Karachkina                                       |
| 5616 Vogtland        | 1987 ST10    | 29 tháng 9 năm 1987  | Tautenburg Observatory | F. Börngen                                             |
| 5617 Emelyanenko     | 1989 EL      | 5 tháng 3 năm 1989   | Palomar                | E. F. Helin                                            |
| 5618 Saitama         | 1990 EA      | 4 tháng 3 năm 1990   | Dynic                  | A. Sugie                                               |
| 5619 Shair           | 1990 HC1     | 26 tháng 4 năm 1990  | Palomar                | E. F. Helin                                            |
| 5620 Jasonwheeler    | 1990 OA      | 19 tháng 7 năm 1990  | Palomar                | B. Roman, E. F. Helin                                  |
| 5621 Erb             | 1990 SG4     | 23 tháng 9 năm 1990  | Palomar                | K. J. Lawrence                                         |
| 5622                 | 1990 TL4     | 14 tháng 10 năm 1990 | Palomar                | E. F. Helin                                            |
| 5623 Iwamori         | 1990 UY      | 20 tháng 10 năm 1990 | Dynic                  | A. Sugie                                               |
| 5624 Shirley         | 1991 AY1     | 11 tháng 1 năm 1991  | Palomar                | E. F. Helin                                            |
| 5625                 | 1991 AO2     | 7 tháng 1 năm 1991   | Siding Spring          | R. H. McNaught                                         |
| 5626                 | 1991 FE      | 18 tháng 3 năm 1991  | Kitt Peak              | Spacewatch                                             |
| 5627                 | 1991 MA      | 16 tháng 6 năm 1991  | Siding Spring          | R. H. McNaught                                         |
| 5628 Preussen        | 1991 RP7     | 13 tháng 9 năm 1991  | Tautenburg Observatory | L. D. Schmadel, F. Börngen                             |
| 5629 Kuwana          | 1993 DA1     | 20 tháng 2 năm 1993  | Okutama                | T. Hioki, S. Hayakawa                                  |
| 5630 Billschaefer    | 1993 FZ      | 21 tháng 3 năm 1993  | Palomar                | J. B. Child                                            |
| 5631 Sekihokutouge   | 1993 FE1     | 20 tháng 3 năm 1993  | Kitami                 | K. Endate, K. Watanabe                                 |
| 5632 Ingelehmann     | 1993 GG      | 15 tháng 4 năm 1993  | Palomar                | C. S. Shoemaker, E. M. Shoemaker                       |
| 5633                 | 1978 UL7     | 27 tháng 10 năm 1978 | Palomar                | C. M. Olmstead                                         |
| 5634                 | 1978 VT6     | 7 tháng 11 năm 1978  | Palomar                | E. F. Helin, S. J. Bus                                 |
| 5635 Cole            | 1981 ER5     | 2 tháng 3 năm 1981   | Siding Spring          | S. J. Bus                                              |
| 5636 Jacobson        | 1985 QN      | 22 tháng 8 năm 1985  | Anderson Mesa          | E. Bowell                                              |
| 5637 Gyas            | 1988 RF1     | 10 tháng 9 năm 1988  | Palomar                | C. S. Shoemaker, E. M. Shoemaker                       |
| 5638 Deikoon         | 1988 TA3     | 10 tháng 10 năm 1988 | Palomar                | C. S. Shoemaker, E. M. Shoemaker                       |
| 5639                 | 1989 PE      | 9 tháng 8 năm 1989   | Palomar                | J. Alu, E. F. Helin                                    |
| 5640 Yoshino         | 1989 UR3     | 21 tháng 10 năm 1989 | Kagoshima              | M. Mukai, M. Takeishi                                  |
| 5641 McCleese        | 1990 DJ      | 27 tháng 2 năm 1990  | Palomar                | E. F. Helin                                            |
| 5642 Bobbywilliams   | 1990 OK1     | 27 tháng 7 năm 1990  | Palomar                | H. E. Holt                                             |
| 5643 Roques          | 1990 QC2     | 22 tháng 8 năm 1990  | Palomar                | H. E. Holt                                             |
| 5644 Maureenbell     | 1990 QG2     | 22 tháng 8 năm 1990  | Palomar                | H. E. Holt                                             |
| 5645                 | 1990 SP      | 20 tháng 9 năm 1990  | Siding Spring          | R. H. McNaught                                         |
| 5646                 | 1990 TR      | 11 tháng 10 năm 1990 | Kushiro                | S. Ueda, H. Kaneda                                     |
| 5647                 | 1990 TZ      | 14 tháng 10 năm 1990 | Palomar                | E. F. Helin                                            |
| 5648                 | 1990 VU1     | 11 tháng 11 năm 1990 | Kitami                 | K. Endate, K. Watanabe                                 |
| 5649 Donnashirley    | 1990 WZ2     | 18 tháng 11 năm 1990 | Palomar                | E. F. Helin                                            |
| 5650 Mochihito-o     | 1990 XK      | 10 tháng 12 năm 1990 | Yakiimo                | A. Natori, T. Urata                                    |
| 5651 Traversa        | 1991 CA2     | 14 tháng 2 năm 1991  | Haute Provence         | E. W. Elst                                             |
| 5652 Amphimachus     | 1992 HS3     | 24 tháng 4 năm 1992  | Palomar                | C. S. Shoemaker, E. M. Shoemaker                       |
| 5653 Camarillo       | 1992 WD5     | 21 tháng 11 năm 1992 | Palomar                | E. F. Helin, K. J. Lawrence                            |
| 5654 Terni           | 1993 KG      | 20 tháng 5 năm 1993  | Stroncone              | A. Vagnozzi                                            |
| 5655 Barney          | 1159 T-2     | 29 tháng 9 năm 1973  | Palomar                | C. J. van Houten, I. van Houten-Groeneveld, T. Gehrels |
| 5656 Oldfield        | A920 TA      | 8 tháng 10 năm 1920  | Hamburg-Bergedorf      | W. Baade                                               |
| 5657 Groombridge     | 1936 QE1     | 28 tháng 8 năm 1936  | Heidelberg             | K. Reinmuth                                            |
| 5658 Clausbaader     | 1950 DO      | 17 tháng 2 năm 1950  | Heidelberg             | K. Reinmuth                                            |
| 5659                 | 1968 OA1     | 18 tháng 7 năm 1968  | Cerro El Roble         | C. Torres, S. Cofre                                    |
| 5660                 | 1974 MA      | 26 tháng 6 năm 1974  | Palomar                | C. T. Kowal                                            |
| 5661 Hildebrand      | 1977 PO1     | 14 tháng 8 năm 1977  | Nauchnij               | N. S. Chernykh                                         |
| 5662 Wendycalvin     | 1981 EL4     | 2 tháng 3 năm 1981   | Siding Spring          | S. J. Bus                                              |
| 5663 McKeegan        | 1981 EQ12    | 1 tháng 3 năm 1981   | Siding Spring          | S. J. Bus                                              |
| 5664 Eugster         | 1981 EX43    | 6 tháng 3 năm 1981   | Siding Spring          | S. J. Bus                                              |
| 5665 Begemann        | 1982 BD13    | 30 tháng 1 năm 1982  | Palomar                | S. J. Bus                                              |
| 5666 Rabelais        | 1982 TP1     | 14 tháng 10 năm 1982 | Nauchnij               | L. G. Karachkina                                       |
| 5667 Nakhimovskaya   | 1983 QH1     | 16 tháng 8 năm 1983  | Nauchnij               | T. M. Smirnova                                         |
| 5668 Foucault        | 1984 FU      | 22 tháng 3 năm 1984  | Kleť                   | A. Mrkos                                               |
| 5669                 | 1985 CC2     | 12 tháng 2 năm 1985  | La Silla               | H. Debehogne                                           |
| 5670 Rosstaylor      | 1985 VF2     | 7 tháng 11 năm 1985  | Palomar                | C. S. Shoemaker, E. M. Shoemaker                       |
| 5671 Chanal          | 1985 XR      | 13 tháng 12 năm 1985 | Caussols               | CERGA                                                  |
| 5672 Libby           | 1986 EE2     | 6 tháng 3 năm 1986   | Anderson Mesa          | E. Bowell                                              |
| 5673 McAllister      | 1986 RT2     | 6 tháng 9 năm 1986   | Anderson Mesa          | E. Bowell                                              |
| 5674 Wolff           | 1986 RW2     | 6 tháng 9 năm 1986   | Anderson Mesa          | E. Bowell                                              |
| 5675 Evgenilebedev   | 1986 RY5     | 7 tháng 9 năm 1986   | Nauchnij               | L. I. Chernykh                                         |
| 5676 Voltaire        | 1986 RH12    | 9 tháng 9 năm 1986   | Nauchnij               | L. G. Karachkina                                       |
| 5677 Aberdonia       | 1987 SQ1     | 21 tháng 9 năm 1987  | Anderson Mesa          | E. Bowell                                              |
| 5678 DuBridge        | 1989 TS      | 1 tháng 10 năm 1989  | Palomar                | E. F. Helin                                            |
| 5679 Akkado          | 1989 VR      | 2 tháng 11 năm 1989  | Kitami                 | K. Endate, K. Watanabe                                 |
| 5680                 | 1989 YZ1     | 30 tháng 12 năm 1989 | Siding Spring          | R. H. McNaught                                         |
| 5681 Bakulev         | 1990 RS17    | 15 tháng 9 năm 1990  | Nauchnij               | L. V. Zhuravleva                                       |
| 5682 Beresford       | 1990 TB      | 9 tháng 10 năm 1990  | Siding Spring          | R. H. McNaught                                         |
| 5683 Bifukumonin     | 1990 UD      | 19 tháng 10 năm 1990 | Oohira                 | T. Urata                                               |
| 5684 Kogo            | 1990 UB2     | 21 tháng 10 năm 1990 | Oohira                 | T. Urata                                               |
| 5685 Sanenobufukui   | 1990 XA      | 8 tháng 12 năm 1990  | Minami-Oda             | T. Nomura, K. Kawanishi                                |
| 5686 Chiyonoura      | 1990 YQ      | 20 tháng 12 năm 1990 | Kushiro                | M. Matsuyama, K. Watanabe                              |
| 5687 Yamamotoshinobu | 1991 AB1     | 13 tháng 1 năm 1991  | Yatsugatake            | Y. Kushida, O. Muramatsu                               |
| 5688 Kleewyck        | 1991 AD2     | 12 tháng 1 năm 1991  | Palomar                | E. F. Helin                                            |
| 5689 Rhön            | 1991 RZ2     | 9 tháng 9 năm 1991   | Tautenburg Observatory | F. Börngen, L. D. Schmadel                             |
| 5690                 | 1992 EU      | 7 tháng 3 năm 1992   | Kushiro                | S. Ueda, H. Kaneda                                     |
| 5691 Fredwatson      | 1992 FD      | 26 tháng 3 năm 1992  | Siding Spring          | R. H. McNaught                                         |
| 5692 Shirao          | 1992 FR      | 23 tháng 3 năm 1992  | Kitami                 | K. Endate, K. Watanabe                                 |
| 5693                 | 1993 EA      | 3 tháng 3 năm 1993   | Kitt Peak              | Spacewatch                                             |
| 5694 Berényi         | 3051 P-L     | 24 tháng 9 năm 1960  | Palomar                | C. J. van Houten, I. van Houten-Groeneveld, T. Gehrels |
| 5695 Remillieux      | 4577 P-L     | 24 tháng 9 năm 1960  | Palomar                | C. J. van Houten, I. van Houten-Groeneveld, T. Gehrels |
| 5696 Ibsen           | 4582 P-L     | 24 tháng 9 năm 1960  | Palomar                | C. J. van Houten, I. van Houten-Groeneveld, T. Gehrels |
| 5697 Arrhenius       | 6766 P-L     | 24 tháng 9 năm 1960  | Palomar                | C. J. van Houten, I. van Houten-Groeneveld, T. Gehrels |
| 5698 Nolde           | 4121 T-1     | 26 tháng 3 năm 1971  | Palomar                | C. J. van Houten, I. van Houten-Groeneveld, T. Gehrels |
| 5699 Munch           | 2141 T-3     | 16 tháng 10 năm 1977 | Palomar                | C. J. van Houten, I. van Houten-Groeneveld, T. Gehrels |
| 5700 Homerus         | 5166 T-3     | 16 tháng 10 năm 1977 | Palomar                | C. J. van Houten, I. van Houten-Groeneveld, T. Gehrels |